# Адріан Гріффін
Адріан Гріффін (англ. Adrian Griffin; нар. 4 липня 1974) — американський професійний тренер з баскетболу, і колишній гравець.

## Життєпис
Гріффін виріс у місті Вічита, штат Канзас, і грав у баскетбол за команду університету Сетон Холл. З 1999 по 2008 рік Гріффін грав у НБА як атакуючий захисник і форвард.
5 червня 2023 року Гріффін був призначений головним тренером «Мілуокі Бакс».